# Snowtown murders
De Snowtown murders is de bijnaam van een serie moorden tussen 1992 en 1999 in Australië. John Bunting, Mark Haydon, James Vlassakis en Robert Wagner werden uiteindelijk veroordeeld voor het samen plegen van ten minste elf moorden. De moorden worden soms ook de Bodies in barrels murders genoemd.
Het plan van het viertal was oorspronkelijk om vermeende pedofielen te doden, maar werd later uitgebreid met slachtoffers die om verschillende andere redenen 'dood moesten'. De zaak kwam aan het licht toen overblijfselen van acht slachtoffers in vaten zuur in een leegstaande bank in het gehucht Snowtown werden ontdekt. Drie dagen later werden nog twee lijken gevonden die in Salisbury waren begraven. Tijdens het onderzoek werden twee al bekende, maar onopgeloste, moorden eveneens bij de zaak betrokken.

## Medeplichtig
Behalve Bunting, die als de leider wordt gezien, Haydon, Vlassakis en Wagner werd nog twee mensen schuld toegekend voor de moorden.
- Elizabeth Harvey (Vlassakis' moeder) was op de hoogte van de moordpartijen en hielp bij één geval. Zij stierf tijdens het onderzoek aan kanker.
- Thomas Trevilyan hielp bij de moord op Barry Lane, maar werd al omgebracht door de anderen voordat de politie lucht van de zaak kreeg.

## Slachtoffers
- Clinton Douglas Trezise (22) - Doodgeslagen met een schop in de huiskamer van Bunting.
- Ray Allan Peter Davies (26) - Woonde in een caravan in de tuin van Suzanne Allen. De geestelijk gehandicapte man werd een doelwit toen zij hem beschuldigde een pedofiel te zijn.
- Suzanne Phyllis Allen (47) - Werd na haar dood in verschillende plastic zakken bewaard, waarna het viertal haar pensioengeld bleef innen.
- Michael James Gardiner (19) - Een homoseksuele man die door het viertal werd verdacht van pedofilie.
- Barry Wayne Lane (42) - Homoseksueel en travestiet die het vriendje van Wagner was toen Bunting hen voor het eerst ontmoette. Werd gemarteld door zijn tenen te verbrijzelen met tangen.
- Thomas Eugenio Trevilyan (18) - Werd hangend in een boom gevonden. Had geholpen bij de moord op zijn ex-vriend Lane, maar moest dood toen hij daarover praatte met anderen.
- Gavin Allan Porter (29) - Een heroïneverslaafde die van Bunting dood moest, nadat die zich had geprikt aan een rondslingerende injectienaald. Werd gewurgd.
- Troy William Youde (21) - Vlassakis' halfbroer was de eerste moord waaraan die deelnam.
- Frederick Robert Brooks (18) - De zwakzinnige zoon van Jodie Elliot, die verliefd was op Bunting.
- Gary O'Dwyer (29) - Een door een auto-ongeluk gehandicapt geraakte man.
- Elizabeth Haydon (37) - De vrouw van Haydon, werd vermoord door Bunting en Wagner toen die van huis was.
- David Terence Johnson (24) - Vlassakis' halfbroer, het enige slachtoffer dat stierf ín Snowtown.

## Jury & oordeel
Het viertal werd veroordeeld voor elf van de twaalf moordaanklachten. Alleen de moord op Suzanne Allen werd niet bewezen geacht. De moordenaars beweerden dat zij was gestorven aan een hartaanval. De jury zag het gepresenteerde bewijs tijdens de rechtszaak niet als genoeg om gerede twijfel daarover uit te sluiten.
Sommige leden van de jury kregen therapie aangeboden, wegens het bewijs dat ze hadden moeten beoordelen. Daartoe behoorden onder meer geluidsopnames van de stemmen van slachtoffers terwijl ze in afwachting van de dood werden gemarteld. Bunting en Wagner maakten die om familieleden van slachtoffers ervan te overtuigen dat die slachtoffers nog in leven waren.